# Conflito entre Argentina e Uruguai por plantas de celulose

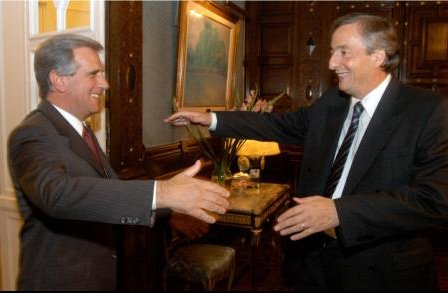
No dia 5 de maio de 2005, os presidentes uruguaio e argentino concordavam em criar uma comissão para resolver o conflito, que depois fracassaria.

Argentina e Uruguai mantiveram entre 2005 e 2010 um conflito devido à autorização do governo uruguaio para construir duas plantas de massa de celulosa em seu território e sobre as águas bi-nacionais do rio Uruguai, perto das populações uruguaia de Fray Bentos e argentina de Gualeguaychú. Em 2013 o conflito reapareceu devido à autorização do governo uruguaio para aumentar a produção.